# Pellegrino Matarazzo
Pellegrino Matarazzo, né le 28 novembre 1977 à Wayne au New Jersey, est un joueur américain de soccer, devenu entraîneur. Il évoluait au poste de milieu de terrain.

## Biographie

### Carrière de joueur
En 2000, Matarazzo s'installe en Allemagne afin de devenir footballeur.

### Carrière d'entraîneur
En fin d'année 2019, il est nommé entraîneur de l'équipe de 2. Bundesliga VfB Stuttgart. Il promeut l'équipe en Bundesliga, emmenant l'équipe à la deuxième place du championnat. Pour obtenir une équipe de Bundesliga plus jeune, il prend la décision d'écarter les cadres les plus âgés, notamment l'expérimenté Holger Badstuber. 
La saison suivante, il permet à Stuttgart de décrocher une 9e place en Bundesliga.
Le 8 février 2023, il est nommé entraineur du TSG Hoffenheim. Matarazzo est licencié en novembre 2024.

## Palmarès
VfB Stuttgart
- Vice-champion d'Allemagne de deuxième division en 2020.